# 風俗小説
風俗小説（ふうぞくしょうせつ、英: Novel of manners）は、小説のジャンルの1つで、その時期における世相や風俗を、社会的な広がりでとらえて描いた小説のことである。大衆小説の原型の1つ。高度に発達した複雑な社会の習慣、価値観、慣習を細かく観察することで、社会・世界を再現する。また、中間小説は当初、風俗小説と同義語とされたこともあった。
しかし、近代の日本では、風俗営業とか性風俗といった表現にも見られるように、風俗とは消費されたり、享楽を旨とするといった安っぽく、蓮っ葉な見方をされることが多く、そうした享楽の日々をなぞるだけの小説が登場してきた。
そうした小説の横行に、中村光夫が1950年『風俗小説論』で、厳しい批判を向ける。人の情や生活の中の思いを深くえぐることは小説の本道ではあるが、その消費、享楽の上っ面を減少的に描くだけでは、小説の堕落だ、として、田山花袋の『蒲団』に始まる日本の私小説の堕落を説いた。
ここに至って、中村光夫と小説家の丹羽文雄は、風俗小説をめぐって、文学論争が勃発。戦後は、東京の銀座などを舞台とした風俗小説が人気を集め、丹羽は一躍流行作家となったが、中村から「風俗小説」として批判され、論争となった。